# Long Island Sound
El Long Island Sound (estrecho de Long Island) es un estuario del océano Atlántico, donde desembocan numerosos ríos de la región de Nueva York, en los Estados Unidos. Está situado entre las costas de Connecticut, al norte, y Long Island al sur, y las orillas de Nueva York, al sudoeste. La desembocadura del río Connecticut en Old Saybrook (Connecticut) se encuentra en el Long Island Sound. Al final del extremo oeste, está bordeado por el lado norte por el condado de Westchester (Nueva York) y el Bronx, y se une al East River. Este estrecho está a veces considerado como la frontera natural entre Nueva Inglaterra y los estados del Mid-Atlantic (Nueva York, Pensilvania, Nueva Jersey, Maryland y Delaware).

## Historia
El primer europeo en navegar por este estrecho fue el explorador y comerciante holandés Adriaen Block en 1614 a bordo del buque Onrust exploró el East River y entró en el Long Island Sound. Viajando a lo largo del estrecho, se internó en el río Housatonic (que era llamado el "Río de las Colinas Rojas") y en el río Connecticut, que exploró al menos hasta lo que es en la actualidad Hartford, noventa y seis kilómetros río arriba.
Durante el período colonial era llamado The Devil's Belt (El Cinturón del Diablo) y los arrecifes que se encuentran en su recorrido eran conocidos como Devil’s Stepping Stones (Los Escalones del Diablo).

## Geografía

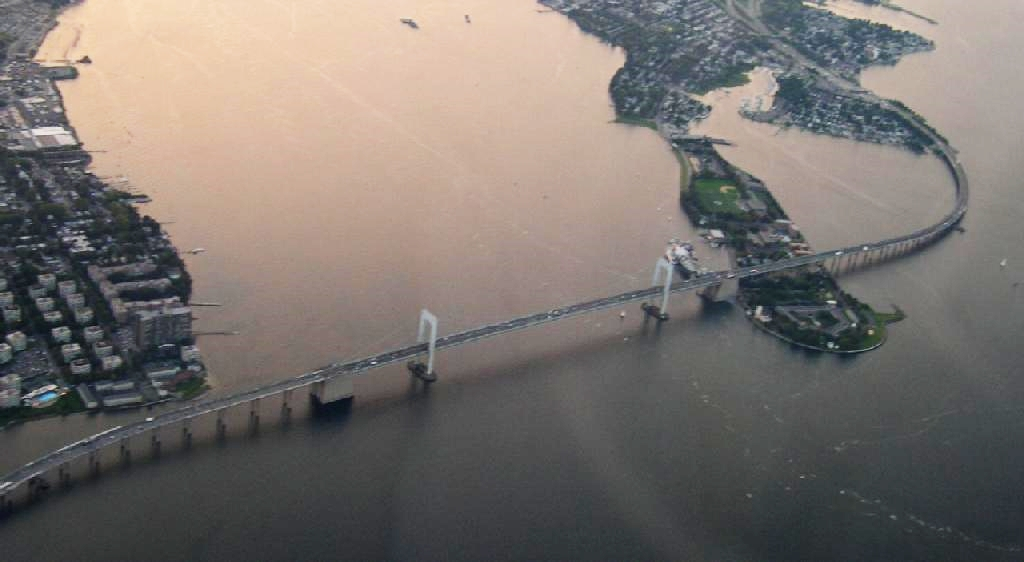
Vista aérea del puente de Throgs Neck que conecta Queens con el Bronx.

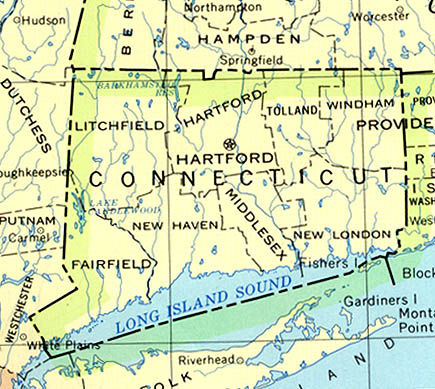
Mapa de Connecticut, donde se aprecia el Long Island Sound y la parte norte de Long Island.

El estrecho de Long Island tiene una longitud de cerca de 145 km y una anchura que va de los 5 a los 32 km. La profundidad media es de 20 m, con una profundidad máxima de 45 metros.
El río principal que desemboca en su parte norte es el río Connecticut. Otros ríos que desembocan a lo largo de la costa de Connecticut son el Thames y el Housatonic. La costa es baja y arenosa.
Las mayores ciudades a lo largo de la costa de Connecticut son, de este a oeste: New London, New Haven, Bridgeport, Stamford y Greenwich. Al noroeste la costa del condado de Westchester está densamente poblada. El estrecho baña la ciudad de Nueva York al oeste, donde se sitúa el Bronx, y al sudoeste donde se encuentra Queens.

## Vías de comunicación
El Long Island Sound es un brazo de mar con mucho tráfico.
Existe un servicio de ferry que conecta a Port Jefferson en el condado de Suffolk (estado de Nueva York) con Bridgeport en Connecticut. Más al este una conexión a través de ferry entre Orient Point, pequeña ciudad al extremo nororiental de la isla de Long Island con New London en Connecticut.
En el extremo sudoeste del canal, donde sus aguas se encuentran con las del East River, se construyó el puente Throgs Neck Bridge inaugurado en 1961 que conecta Queens con el Bronx.